# كاثرين بليك (ممثلة)
كاثرين بليك (بالإنجليزية: Katharine Blake)‏ هي ممثلة جنوب أفريقية، ولدت في 11 سبتمبر 1921 في جوهانسبرغ في جنوب أفريقيا، وتوفيت في 1 مارس 1991.

## وصلات خارجية
- كاثرين بليك على موقع IMDb (الإنجليزية)
- كاثرين بليك على موقع قاعدة بيانات برودواي على الإنترنت (الإنجليزية)
- كاثرين بليك على موقع قاعدة بيانات الفيلم (الإنجليزية)